# Hradešín
Hradešín település Csehországban, a Kolíni járásban. Hradešín Škvorec, Doubek, Mrzky, Přišimasy, Masojedy és Doubravčice településekkel határos. Lakosainak száma 575 fő (2024. január 1.).

## Népesség
A település lakosságának változását az alábbi diagram mutatja:
| Lakosok száma | 352  | 358  | 376  | 267  | 242  | 185  | 453  | 506  | 551  | 575  |
|               | 1869 | 1890 | 1921 | 1950 | 1980 | 2001 | 2017 | 2019 | 2022 | 2024 |